# Moto Morini Corsaro 1200
La  Corsaro 1200 è una motocicletta prodotta dalla casa motociclistica bolognese Moto Morini. Questa motocicletta grazie alle sue caratteristiche sofisticate e alle prestazioni estreme per una naked ha rappresentato (seppur in parte) il rilancio del marchio Moto Morini.

## Il contesto
La produzione inizia nel 2005 e termina nel 2009 a causa della messa in liquidazione volontaria della società.
Il propulsore, denominato dalla stessa azienda "Bialbero CorsaCorta", è un motore a 4 tempi bicilindrico a V di 87°, progettato ex novo da Franco Lambertini ed è in linea con le normative anti-inquinamento Euro 3.
Il design della moto invece, è stato curato dallo Studio Marabese Design, con l'intento, di coniugare un design classico con linee estremamente tese e moderne.